# Berggasthof Almagmach
Das Almagmach ist ein Berggasthof oberhalb von Immenstadt im Allgäu und ein DAV-Vertragshaus.

## Lage
Der Gasthof liegt etwas oberhalb des Steigbachtobels auf einer Höhe von 1166 Metern und wird z. B. von Wanderern genutzt, die den Stuiben, das Immenstädter Horn oder das Gschwender Horn besuchen. Die Zufahrtsstraße ist für den öffentlichen Verkehr gesperrt.

## Geschichte
Johann Hirnbein, ein Bruder Karl Hirnbeins, baute im Jahr 1853 das Einkehrhaus am Viehweg zum Ehrenschwanger Tal. Der Name der Unterkunft bedeutet „allgemeines Gemach“ bzw. „Gemach für jedermann“. Wurde das Almagmach zunächst hauptsächlich von Älplern, Sennern und Holzern genutzt, so folgten bald Touristen und Wintersportler. Schon früh erschien es als Motiv auf Ansichtskarten, die etwa M. Rauch aus Kempten in Umlauf brachte.
Ottmar Röhrl baute das Haus daher in den Jahren 1924/25 aus. Die spätere Besitzerfamilie Heinrich nahm in den 1970er Jahren weitere Umbauten vor.
In den 1980er Jahren geriet das Haus in die Hände des Unternehmers Gerd-Dieter Fischer, der unter anderem Öko-Reisen anbot und die Unterkunft entsprechend ausstattete und führen ließ. 1986 ging seine Firma in Konkurs.
Heute ist das Anwesen ein Hotel mit Gasthof. Es bietet 35 Betten in Ein- bis Zweibettzimmern.

## Weblink
- Website des Berggasthofes